# 航空發展六中隊山
72°38′S 162°12′E / 72.633°S 162.200°E
航空發展六中隊山（英語：Mount VX-6），是南極洲的山峰，位於維多利亞地，海拔高度2,185米，處於米納雷特冰原島峰以北7.4公里，屬於莫紐門特冰原島峰的一部分，現時由南極條約體系管理。